# Hortalissa

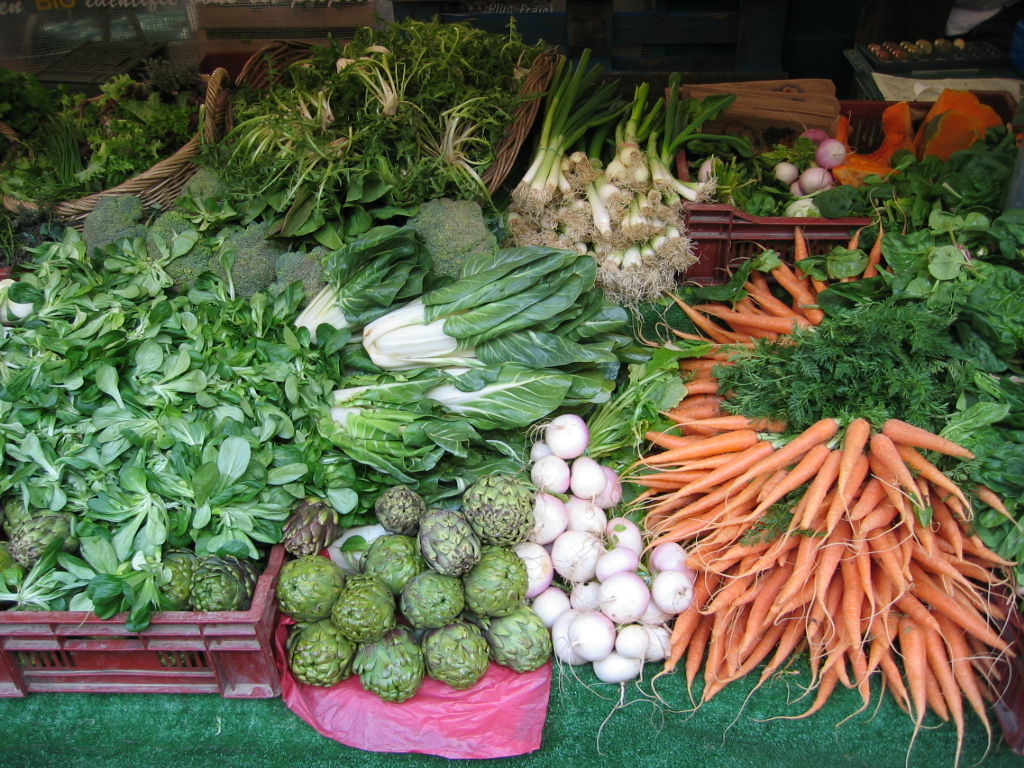
Hortalisses variades

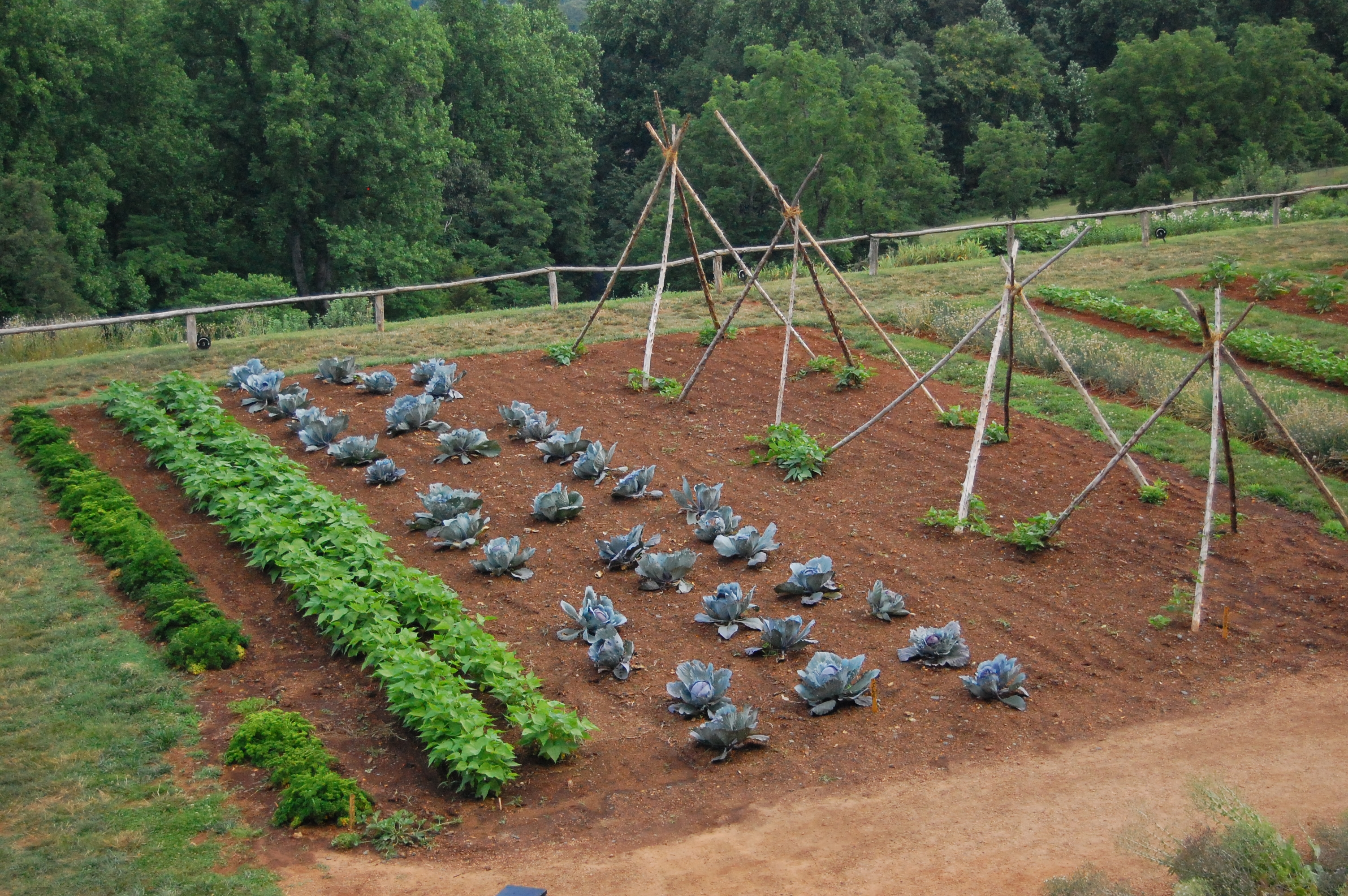
Conreu d'hortalisses

Les hortalisses són plantes herbàcies, o llegums verds, que es conreen amb fins alimentaris per als humans o animals, i que es poden consumir en estat fresc o cuinats. Les verdures s'inclouen en el marc de les hortalisses, essent aquelles conreades per tal d'aprofitar-ne les tiges tendres, les inflorescències o les fulles per ésser ingerides cuites o en amanida.
Són un element indispensable de la dieta mediterrània.

## Origen d'algunes hortalisses

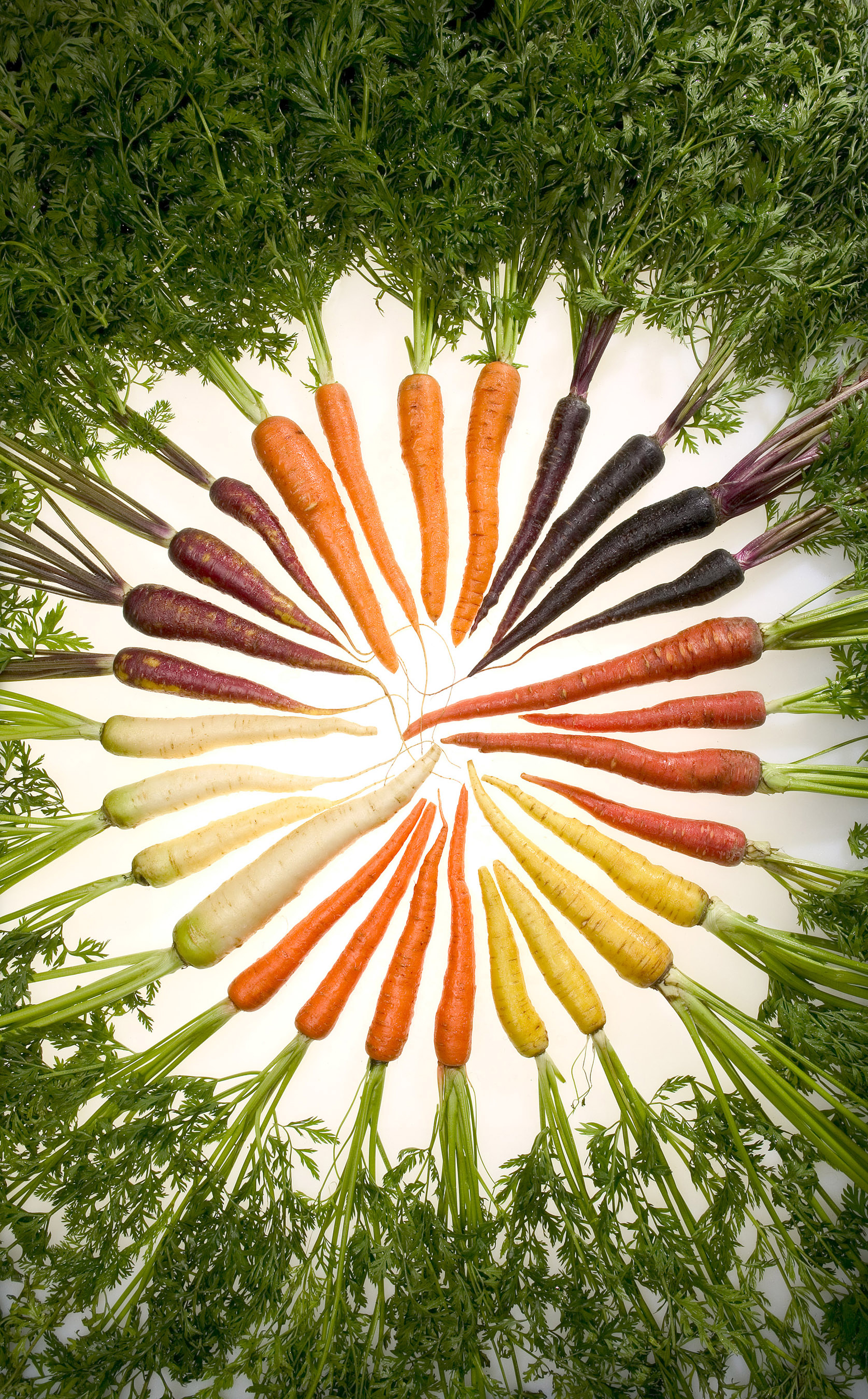
Pastanagues de diferents tipus i colors

Les principals hortalisses procedeixen dels diferents continents. Harlan proposa la següent distribució:
- Sud-oest d'Àsia:

- all, remolatxa, pastanaga, col, enciam, nap, ceba, julivert, porro, pèsol, rave.
- Àfrica:

- nyam, ocra, carbassa de pelegrí, caupí
- Europa:

- api
- Nord de la Xina:

- col xinesa, cogombre, carbassa blanca, albergínia del Japó, gingebre, mongeta azuki, nap, raves xinesos, soja
- Sud-est d'Àsia:

- albergínia, nyam, taro
- Amèrica Central - (Mèxic):

- mongeta de Lima, mandioca, moniato (batata), mongeta verda
- Amèrica del Sud - (Andes):

- carbassa, mongeta tendra, mongeta de Lima, pebrot, patata, quinoa, tomàquet, tupinambo
- papa

### Breu ressenya històrica
Si bé la varietat d'hortalisses és abundant, el nombre i varietats d'aquestes ha variat al llarg del temps.
Centrant-nos en el continent Europeu, alguns vegetals són coneguts i consumits des de l'antiguitat, com ara els fesols, llenties i pèsols, naps, cols, cebes, pastanagues. D'altres hortalisses foren introduïdes, des de l'Orient, a partir del segle x, entre aquestes hi podem trobar: l'albergínia, carxofes, espinacs, entre d'altres. El descobriment, l'any 1492, del continent americà donà lloc a una important onada d'introducció de noves hortalisses en la dieta europea: patata, tomàquet, mongetes, pebrots, carbassa ...
Posteriorment se seguiren introduint noves espècies, si bé que de forma menys nombrosa, com ara la carxofa xina (Stachys affinis), o bé s'han creat de noves, com el descobriment de l'endívia per part d'un jardiner belga a la meitat del segle xix.
En el segle xx l'evolució de la ciència i tècnica, especialment en el camp de la genètica, ha facilitat l'aparició de noves varietats.

## Classificació

### Segons la seva part comestible
- Bulbs: alls, ceba, escalunya, fonoll
- Brots: soia, alfals
- Fruit: albergínia, carbassó, carbassa, cogombre, pebrot, tomàquet, ocra
- Fulla: bleda, api, borratja, card, qualsevol varietat de col, escarola, endívia, canonge, ruibarbre, espinac, enciam
- Inflorescència: carxofa, bròquil, coliflor
- Arrel: nap, rave, pastanaga o carlota, remolatxa, xirivia, iuca, salsifí, gingebre, api-rave
- Llavors: pèsol, fava, mongeta (tendra)
- Tija: porro, espàrrec, card
- Tubercle: patata[6] (patates), moniato (batates), nyàmera, nyam, crosne
- En el cas dels bolets es mengen els carpòfors o cossos fructífers i en les algues la totalitat del vegetal.

### Segons el contingut en hidrats de carboni
Segons el contingut en hidrats de carboni existeixen tres grups d'hortalisses:
- Grup A. Contingut molt baix (vora el 5%): espinacs, albergínia, col, enciam, pebrot, tomàquet i carbassó.
- Grup B. Vora el 10% d'hidrats de carboni: carxofes, cebes, naps, porros, carbasses, pastanagues i remolatxa.
- Grup C. Vora el 20% d'hidrats de carboni: moniato, patates i blat de moro tendre.

## Comerç d'hortalisses
El comerç de verdures s'ha realitzat des d'antic en grans mercats al carrer, a places i altres llocs públics; més concretament, se solien trobar a les rodalies de les esglésies i llocs de pas. Allà, els pagesos i agricultors d'una regió posaven a la venda els productes vegetals procedents de la seva collita. Els negocis eren generalment familiars.
En aquests casos la venda de les hortalisses estava molt subjecta, entre altres aspectes, a l'estacionalitat de la planta, les condicions climàtiques, i les tècniques del cultiu. Tan sols estava disponible per vendre allò que era possible collir i recol·lectar a cada època de l'any.
Actualment, a les grans ciutats, és molt freqüent poder comprar les hortalisses als mercats, als supermercats, a les grans superfícies comercials. Les fruiteries i botigues especialitzades en la venda de verdures són cada vegada més escasses encara que continuen mantenint la seva presència en algunes ciutats.
La verdura dins d'un establiment s'exposa en caixes numerades i correctament identificades. Generalment, en els darrers anys, es comercialitzen en una mena d'autoservei en el qual el client tria la quantitat de mercaderia amb un guant de plàstic higiènic i posteriorment la pesa assignant un codi de venda.

## Hortalisses més conreades
Algunes de les hortalisses més cultivades al món, segons la FAO són:
| Verdura        | Producció en milions de tones |
| -------------- | ----------------------------- |
| Tomàquet       | 102                           |
| Síndria        | 69                            |
| Col i coliflor | 47                            |
| Ceba           | 30                            |
| Carbassó       | 20                            |

## Colors de les hortalisses

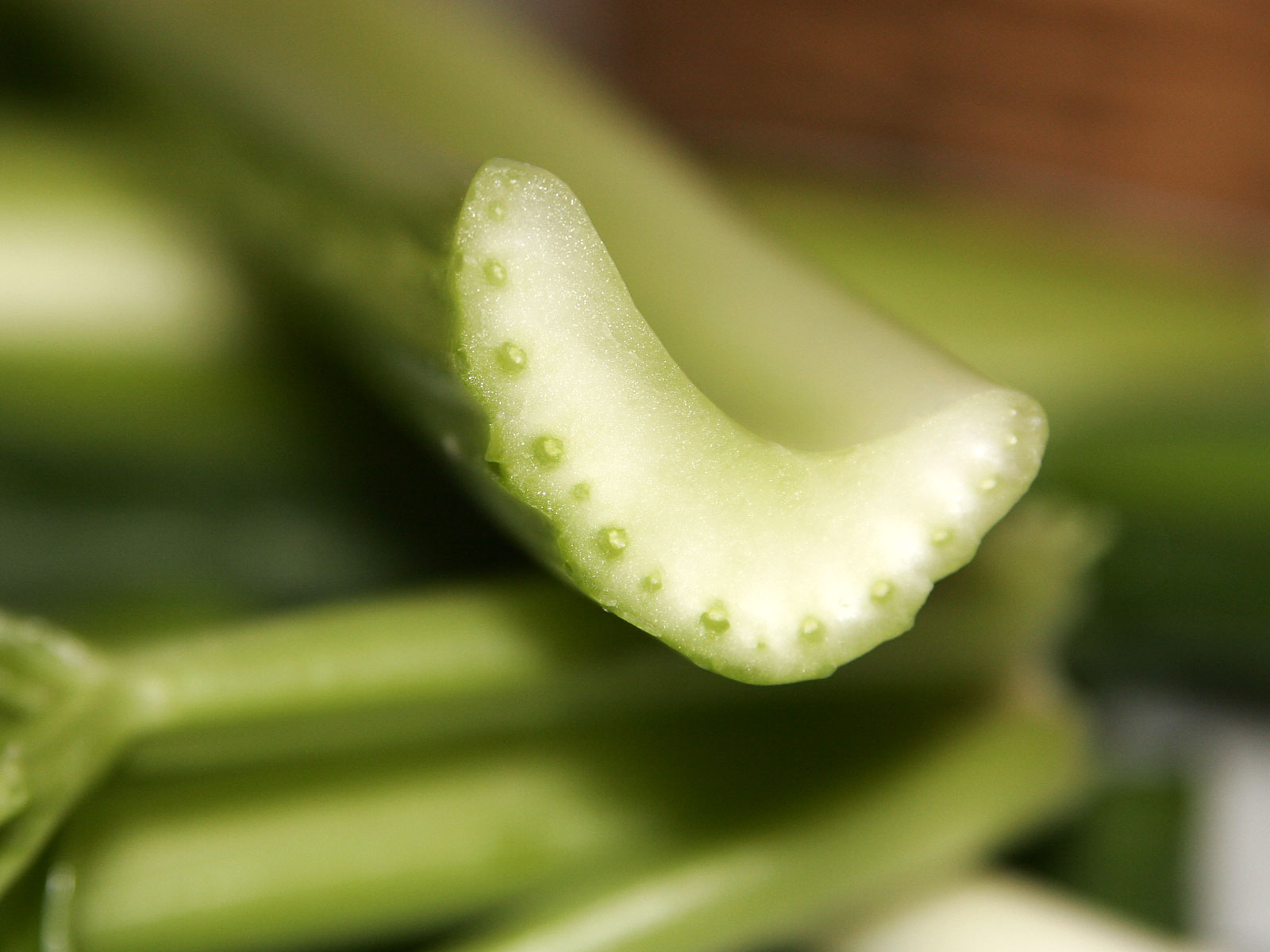
Tall d'una tija d'api.

El color de les hortalisses indica el contingut d'alguna substància característica. En les verdures el més habitual és que predomini el color verd a causa de la presència d'un pigment natural verd anomenat clorofil·la. La clorofil·la es pot veure afectada fàcilment pel pH de les substàncies de la planta i per aquesta raó pot variar el color des del verd oliva que revela l'existència de medis àcids fins al verd brillant dels medis alcalins. És el que succeeix en cuinar pèsols o mongetes amb una mica d'hidrogencarbonat de sodi substància amb la que s'aconsegueixen colors de verdures més brillants. Alguns dels àcids presents en les verdures s'alliberen durant la cocció, particularment si es couen sense la tapadora.
Si en fruites o hortalisses s'observen altres colors, com el groc o taronja, això es deu a la presència de carotenoides, que es veuen afectats igualment pels processos de cocció o de canvis en el pH.
El vermell o blau d'algunes fruites i hortalisses (com la de l'esbarzer o les remolatxes) es deuen a la presència d'una substància química natural anomenada antocianines, pigment natural sensible als canvis de pH. Quan el pH és neutre, els pigments són de color porpra; en arribar a àcid es posen de color vermell, i en arribar a un valor alcalí, blau. Tots aquests pigments són molt solubles en aigua.

## Ús de les hortalisses

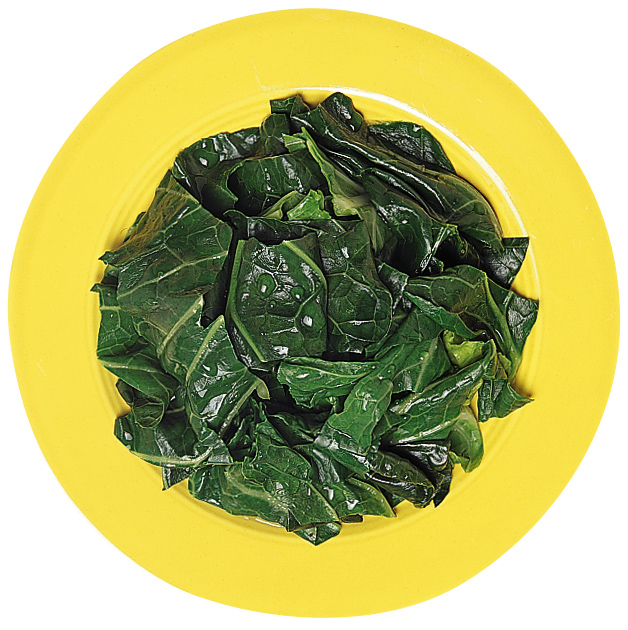
Plat d'espinacs

### A la cuina
Els usos culinaris de les hortalisses són molt diversos segons la multitud de tècniques disponibles i els diferents estils culinaris existents al món, alguns exemples:
- Es poden preparar crues en diverses amanides, amanides amb vinagre i oli i acompanyades amb els ingredients més diversos. Com a aperitiu a la cuina francesa es prenen les crudités, i a Romania el zacuscă, com a salsa coleslaw als entrepans, o simplement crues.
- Es poden trobar cuites de diverses formes:[9] des de les tècniques al vapor, aconsellables per poder mantenir millor les seves propietats nutritives,[10] passant per l'olla de pressió o simplement escalfar-les. A vegades en la cocció s'hi afegeix un medi àcid, com suc de llimona o vinagre, que ajuda a preservar les vitamines.
- Es poden preparar sopes calentes, com la sopa de verdures o la sopa de pèsols, o sopes fredes com el gaspatxo o la vichyssoise
- Es poden menjar rostides a la graella acompanyades de diferents carns, o rostides a la paella, o també posades al forn sense pelar, és a dir, escalivades o gratinades.
- Es poden prendre liquats, en forma de suc; un exemple pot ser el suc de pastanaga.

### Conserves
Per poder disposar-ne durant més temps, es processen en conserves seques a l'aire, en fermentació (com és el cas del sauerkraut de la cuina alemanya o el kimchi de cuina coreana. També es poden adobar, com en els cogombres en vinagre, salar o fermentar i és convenient mantenir-ho en llocs freds, sobretot a l'estiu.
Les hortalisses poden també servir d'acompanyament o guarnició als plats principals. Es poden preparar senceres o tallades amb un ganivet (o altres estris com mandolines, peladors, buidadors, punxons en espiral, màquines de tall de disc o de tambor, ...); existeixen diferents tipus de tall classics amb nom propi: en juliana (en bastonets llargs), en brunoise (en petits daus), en chiffonade (s'enrotllen diverses fulles i es tallen en forma transversal - anells - amb un gruix d'uns 5 mm), noissette (petites boletes de polpa), etc.

### Dietes
Algunes dietes consideren l'ús únic dels aliments provinents de fruites i hortalisses, com és el vegetarianisme (s'absté del consum de carn). Una altra dieta que conté hortalisses com a prggincipal ingredient és el veganisme, la dieta macrobiòtica que permet l'ús de carns en un equilibri Yin i Yang on les verdures formen part del Yin i les carns i els seus derivats del Yang. Algunes gastronomies del món es caracteritzen per l'ús d'hortalisses en la majoria dels plats i costums culinàries, com les gastronomies del Mediterrani en el qual ocupen un lloc important en la dieta.

## Nutrició

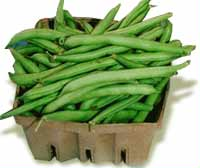
Mongetes verdes

Les verdures posseeixen una baix contingut de proteïna i de greix, i tenen un baix contingut calòric: des de 20 quilocalories per cada 100 grams dels espàrrecs fins a 60 Kcal/100 g de les faves. Les vitamines (generalment A i C) i minerals, i la fibra (cel·lulosa, hemicel·lulosa i lignina), el 80% restant és aigua, posseeixen quantitats de calci entre el 50 i els 150 mil·ligrams per cada 100 grams (bledes, enciams, espinacs); la majoria dels vegetals contenen molt de potassi i poc sodi.
Les verdures són molt saludables, perquè aporten molts micronutrients que actuen sinèrgicament com a antioxidants, i protegeixen de diverses malalties cròniques, tant cardiovasculars, com del càncer (càncer de pròstata, càncer de còlon), i igualment ajuden a mantenir la salut de teixits com pell i mucoses del cos.
Les verdures es troben en el segon nivell fonamental de la piràmide dels aliments. A més d'aportar micronutrients, aporten hidrats de carboni d'absorció lenta i fibra dietètica. Han ingerir de cinc a sis porcions de verdura al dia; una porció de verdura equival a mitja tassa de vegetals verds cuinats, o una enllaunats o una patata o una pastanaga.
| Per 100 g de productes frescos | aigua g | energia cal | carbohidrats g | proteïna g | lípids g | calci (Ca) mg | carotè mg | vitamina C mg | fibra g |
| ------------------------------ | ------- | ----------- | -------------- | ---------- | -------- | ------------- | --------- | ------------- | ------- |
| Carxofa                        | 85      | 40          | 7,6            | 2,1        | 0,1      | 47            | 0,1       | 8             | 2       |
| Albergínia                     | 92      | 20          | 3,5            | 1,0        | 0,2      | 12            | 0,03      | 4             | 2,5     |
| Remolatxa vermella             | 86      | 40          | 8,4            | 1,3        | 0,1      | 20            | 0,05      | 10            | 2,5     |
| Pastanaga                      | 90      | 37          | 6,7            | 1,0        | 0,2      | 31            | 7         | 10            | 3       |
| Carbassó                       | 94,5    | 15          | 3              | 0,9        | 0,2      | 12            | 0,27      | 7             | 1,1     |
| Espinacs                       | 92      | 17          | 1,3            | 2,7        | 0,2      | 105           | 4         | 48            | 2,7     |
| Xicoira                        | 95      | 12          | 2,4            | 1,1        | 0,1      | 49            | 0,1       | 7             | 2,2     |
| Fava                           | 82      | 64          | 10             | 2,3        | 0,1      | 8             | 50        | 8             | 6,5     |
| Fesol verd                     | 90      | 32          | 4,6            | 2,2        | 0,2      | 52            | 0,4       | 15            | 3       |
| Fesol sec                      | 11      | 341         | 41,4           | 23,4       | 2,0      | 165           | 0         | 4             | 18,1    |
| Enciam                         | 94,5    | 10          | 1,3            | 0,9        | 0,1      | 17            | 0,6       | 8             | 1,5     |
| Nap                            | 93      | 26          | 3,2            | 0,9        | 0,1      | 34            | 0,02      | 28            | 2       |
| Ceba                           | 89      | 37          | 7              | 1,3        | 0,2      | 30            | 0,01      | 8             | 2,1     |
| Soja                           | 8,5     | 416         | 30             | 38         | 20       | 280           | 140       | 6             | 15      |
| Julivert                       | 83      | 28          | 1,5            | 4,4        | 0,4      | 200           | 7         | 170           | 6       |
| Patates                        | 77      | 85          | 19             | 1,7        | 0,1      | 7             | 0         | 10            | 2,1     |
| Porro                          | 90      | 25          | 4              | 0,8        | 0,1      | 38            | 0,5       | 18            | 3,5     |
| Tomàquet                       | 94      | 15          | 3              | 0,8        | 0,1      | 9             | 0,6       | 18            | 1,2     |

### Valor nutritiu de verdures i hortalisses
L'interès nutritiu i saludable de verdures i hortalisses es pot establir tant des del punt de vista del que contenen, com potser encara més important, del que no contenen. Així, un dels seus valors principals es pot atribuir al seu escàs contingut en macronutrients1 (proteïnes, greix i hidrats de carboni). Igualment, són molt importants pel seu contingut en micronutrients (vitamines i minerals) y en fibra alimentària. En la societat del món occidental i industrialitzat, són molt més habituals els problemes de salut derivats de l'opulència i la sobrealimentació que no de l'escassetat d'aliments. Aquesta sobrealimentació causa problemas de salud important, és per això que les recomanacions nutricionals assenyalen la conveniència de reduir el consum de greix, especialment el saturat, de colesterol i de proteïnes i, en contrapartida, augmentar el d'hidrats de carboni complexes i de fibra alimentària.
La composició de verdures i hortalisses s'ajusta perfectament al que indiquen aquestes recomanacions:
- El seu component majoritari és l'aigua, que pot representar des d'un 80% fins a un 95% o més del pes del producte.
- Els hidrats de carboni són els components majoritaris, tot i que el seu contingut és generalment inferior a un 10%, a excepció de les patates (tubercles) on poden arribar a representar un 25% del pes fresc. Quant a la seva naturalesa, es tracta d'hidrats de carboni complexes puix que hi ha sobretot polisacàrids i són molt escassos els sucres lliures (glucosa, sacarosa,fructosa).
- La fibra alimentària constitueix una de les aportacions més significatives de les hortalisses. Està constituïda majoritàriament per cel·lulosa i hemicel·luloses. És important reconèixer que les úniques fonts naturals de fibra alimentària són els productes d'origen vegetal.
- El contingut en proteïnes és en general inferior al 3%. Les llegums són una excepció en el món vegetal, perquè poden contenir proteïnes en una quantitat comparable a la que es troba en productes d'origen animal.
- El contingut de greix és en general inferior al 0,5%, pràcticament negligible. En aquesta absència de greix s'ha de destacar que també queda inclosa l'absència de colesterol, que és un tipus de greix típicament d'origen animal.
- Entre les sals minerals són especialment abundants les sals de potassi i magnesi. En els vegetals, en general, és més elevat el contingut de potassi que el de sodi i el de magnesi que el de calci. En alguns vegetals es poden trobar xifres importants de ferro.
- De les vitamines cal destacar les hidro-solubles, com la vitamina C i algunes vitamines del grup B com la tiamina (B1), l'àcid fòlic i l'àcid nicotínic. A més, malgrat que tenen una quantitat negligible de greix (normalment inferior al 0,5%), les verdures de color intens (tomàquet, pastanaga, pebrot, etc.) són riques en β-carotè, que és una pro-vitamina A, i altres carotenoids. Les quantitats de vitamines poden variar molt segons les condicions de cultiu, el clima, etc. Així, per exemple, l'àcid ascòrbic en els espinacs pot oscil·lar entre 40 i 155 mg/100 g de pes fresc.

### Valor funcional de verdures i hortalisses
L'efecte beneficiós del consum de vegetals va més enllà de l'aport de vitamines, minerals i fibra, ja que representen la via més natural per a aportar a l'organisme principis actius (fitoquímics), el paper dels quals en la protecció o prevenció de diverses malalties cròniques està cada dia més consolidat. Alguns dels compostos bioactius de verdures i hortalisses pels que s'ha assenyalat un paper en la protecció enfront del càncer, així com els productes concrets que són font significativa d'aquests.
| principis actius                                                                                        | Verdures                                                                                               |
| --- | --- |
| Compostos sulfurats - S-metil cisteínsulfóxid (SMCSO)                                                   | Cols, Bròquil, Alls, Cebes, Porros                                                                     |
| Carotenoids - Alfa-carotè - Beta-carotè - Luteína - Licopè                                              | Bròquil, Col arrissada, Cols, Pastanaga, Tomàquets, Api, Porros,Pebrots vermells, Espinacs, Carbasses. |
| Fibra alimentària - Cel·lulosa - Hemi-cel·luloses - Pectines - Gomes i mucílags, - Fructopolisacàrids   | En major o menor proporció es troben en tots els vegetals ja que formen part de la paret cel·lular.    |
| Polifenols: Flavonols i Isoflavones (Fitoestrógens) - Quercetina - Miricetina - Kaempferol - Genisteína | Bròquil, Cols, Mongetes verdes, Pastanagues, Tomàquet, Soja, Alls,Cebes, Api.                          |
| Àcid fòlic - Vitamina B                                                                                 | Verdures de fulla verda Espàrrecs, Bròquil, Remolatxa                                                  |
| Indols - Indol-3-carbinol                                                                               | Cols, Bròquil, Coliflor, etc                                                                           |
| Glucosinolats - Isotiocianats - Sulforafan - Isotiocianat de alil                                       | Bròquil, Cols, Alls, Cebes                                                                             |
| Àcid Ascòrbic - Vitamina C                                                                              | Carbasses, Cols de Brussel·les,Pebrots                                                                 |
| Tocoferols - Vitamina E                                                                                 | Bròquil, Cols caragolades, Espàrrecs, espinacs, tomàquets                                              |

## Higiene
Les verdures formen part de l'alimentació humana; per aquest motiu, s'han de mantenir certes normes d'higiene bàsiques en la manipulació dels vegetals. Les verdures han d'esbandir amb aigua neta de manera que s'elimini la major part de la brutícia, eliminant quan sigui possible les fulles o parts exteriors d'aquestes. No s'ha d'emprar lleixius ni productes agressius que puguin modificar el seu gust (cal pensar que el cuinat ja elimina la majoria dels bacteris i microorganismes existents en elles). Cal eliminar del grup les verdures espatllades o que presentin un avanç de fongs. Al manipular les verdures no ha de tallar verdures a la mateixa taula de tallar on s'ha manipulat carn.

## Conservació i emmagatzematge

### Mitjans refrigerats
Les verdures han tingut sempre un període de conservació de diversos dies en un medi refrigerat, a una temperatura de 8 °C; el temps depèn principalment del tipus de verdura però amb un màxim d'una setmana. Cal ser conscient que les verdures i les fruites madures són molt susceptibles de rebre una invasió de microorganismes tòxics. Durant l'emmagatzematge en aquest mitjà s'han de posar les verdures en bosses foradades o amb làmines d'alumini i evitar que l'envàs sigui hermètic.

### Congelació
Es pot prolongar el seu temps de consum mitjançant congelació en cambres especials; en aquest cas poden arribar fins als dotze mesos de conservació. El congelat no erradica el bacteri Clostridium botulinum en els aliments de baix nivell d'acidesa, com les verdures, el que sí que és cert és que a partir de 0 °C el bacteri deixa d'emetre toxina botulínica causants del botulisme.
El congelat de verdures no destrueix els enzims existents en els teixits de les verdures, encara que aquests enzims se solen degradar si prèviament a la congelació s'escalden, eliminant així també l'existència de microorganismes. El congelat de verdures afecta molt la textura a causa del contingut d'aigua dels seus teixits; aquests canvis són menys notables en les verdures com els pèsols, que es diu que milloren el seu sabor amb el congelat, i les mongetes verdes.

### Envasat i enllaunat
Les verdures es poden conservar també en liofilització (al buit) o poden posar-se en diferents tipus de conserves. Solen utilitzar per a l'enllaunat de les verdures tant recipients de vidre com de llautó.
Les verdures, prèviament a la seva introducció a la conserva, s'escalfen per reduir l'activitat enzimàtica. En la conservació s'empren diferents mitjans: en vinagre, oli o sal. L'activitat d'envasat ha estat a l'antiguitat una tasca casolana. Hi ha exemples, com alguns tipus de pebrots i plats com la minestra de verdures. Un mètode típic de les conserves casolanes és el Bany maria.

## Les verdures en la cultura

### Tabú alimentari
Existeixen estudis que indiquen poques incidències al llarg de les cultures indígenes de tot el món de considerar com aliment tabú a les verdures. Mentre la majoria de les societats associen els tabús al consum de determinades carns, els tabús basats en plantes són rars i existeixen només en petites ètnies molt ben conegudes. A més es produeix una distinció entre els sexes: hi ha aliments que són tabús per a homes (i no per a dones), i viceversa. Molt pocs autors mencionen els aliments tabú basats en verdures o plantes i molts d'ells afirmen que l'aliment tabú és només amb carn, rebutjant l'existència de tabús alimentaris basats en plantes. En les cultures occidentals s'han associat els tabús de plantes a la sexualitat; tot i així, en alguns períodes de la història no s'ha considerat tabú i era considerat, però, com un afrodisíac.
Un exemple històric d'aversió al consum de verdures és el del matemàtic grec Pitàgores de Samos: tant ell com els seus seguidors «pitagòrics» (igual que els òrfics) van fer de les faves un exemple de tabú alimentari. L'existència d'aquest tabú ja està esmentada per fonts antigues, com Aristòtil. L'origen del tabú pot haver estat la creença en la reencarnació i la migració de les ànimes, dins de la creença dels pitagòrics.

## Fruita o verdura

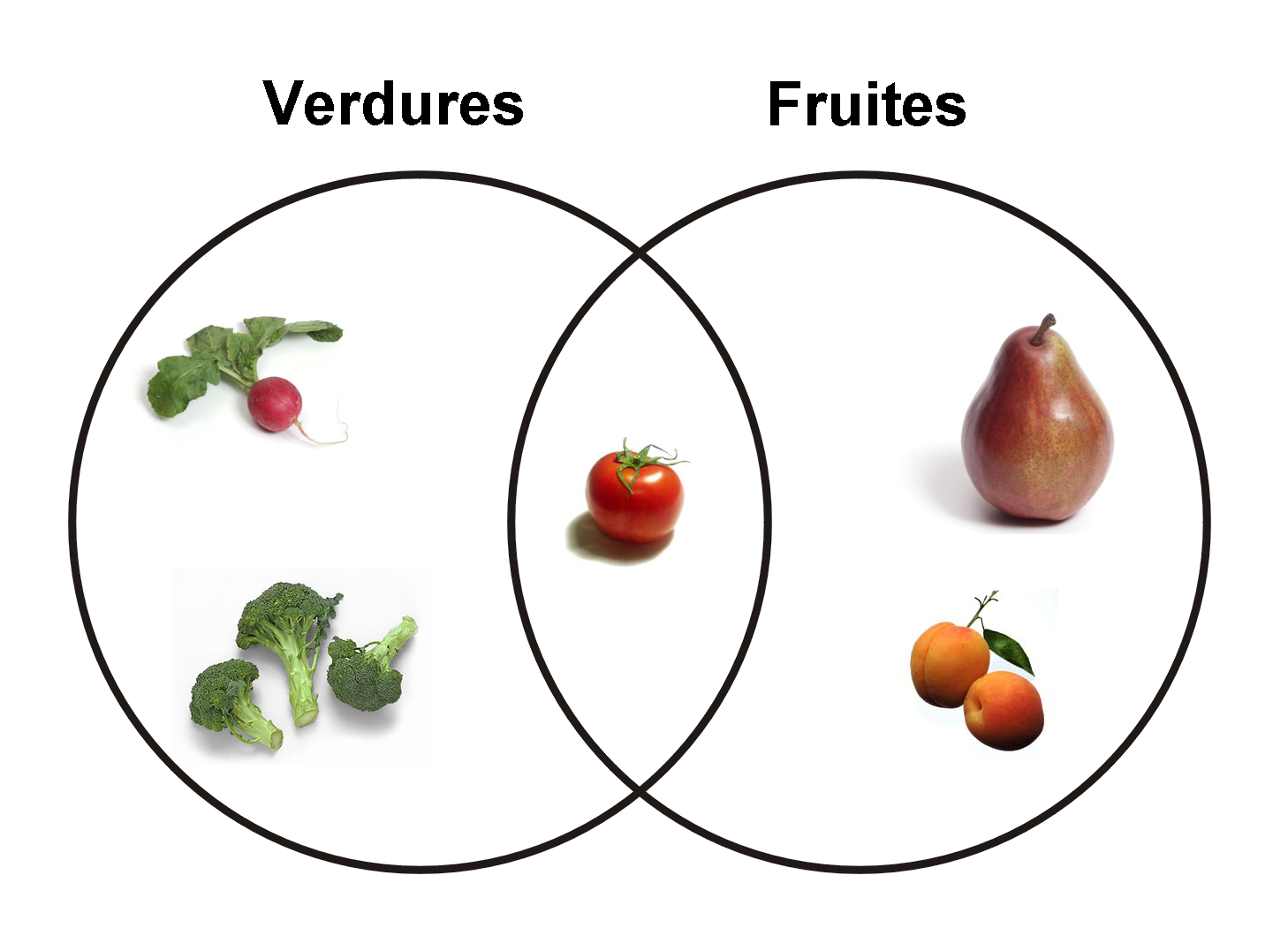
Un diagrama de Venn que mostra les superposicions entre "fruites" i "verdures" segons si es classifiquen segons el criteri culinari (informal) o segons el botànic.

Degut al fet que en el camp de la botànica el terme «verdura» no existeix, no és possible formular la contradicció existent en el món culinari entre el que és una fruita com a part d'una planta i el que és considerat una verdura.
S'esmenta sovint en la literatura que la verdura forma part d'un subconjunt de les hortalisses. Existeix, no obstant això, una regla bàsica que esmenta certes propietats: com la possessió de fulles verdes (enciam), tiges (espàrrec), arrels (pastanagues), flors (bròquils), bulbs (all), llavors (favas i mongetes) fa pensar en verdures, mentre que es defineixen fruites des d'un punt de vista botànic als carbassons, les fruites des del punt de vista botànic posseïxen òrgans reproductius i contenen una o diverses llavors, mentre que les verdures són òrgans vegetatius que donen suport a la planta.
La qüestió de si un tomàquet és una fruita o una verdura va arribar fins i tot a la Cort Suprema dels Estats Units l'any 1893 en el cas Nix v. Hedden. El propòsit de la qüestió era dictaminar si els tomàquets s'havien de considerar verdures, ja que en aquell cas, les importacions d'aquestes haurien de pagar la Tariff Act; cosa que no passava a les importacions de fruites. La cort dictaminà que el tomàquet era una verdura i s'havia de pagar l'impost, tanmateix des d'una vessant botànica els tomàquets realment es consideren una fruita.